# Odontopyge stenotarsa
Odontopyge stenotarsa är en mångfotingart som beskrevs av Carl Graf Attems 1938. Odontopyge stenotarsa ingår i släktet Odontopyge och familjen Odontopygidae. Inga underarter finns listade i Catalogue of Life.